# Zaccaria Dolfin
Zaccaria Dolfin, talvolta italianizzato in Delfino (Venezia, 29 marzo 1527 – Roma, 29 dicembre 1583), è stato un cardinale, vescovo cattolico e diplomatico italiano, al servizio dello Stato della Chiesa.

## Biografia
Studiò lettere, filosofia e giurisprudenza all'Università degli Studi di Padova.
Fu ordinato sacerdote nel 1550 e si recò a Roma come prelato di Sua Santità sotto papa Giulio III, in seguito Paolo IV lo promosse protonotario apostolico.
Il 5 marzo 1553 fu eletto vescovo di Lesina, tuttavia i suoi incarichi diplomatici come nunzio apostolico lo tratteranno di volta in volta in Germania (ad Augusta) nel 1561, in Sicilia e in Austria (1554 - 1556 e 1561 - 1565), con alcuni viaggi di ritorno a Roma.
Nel 1562 e nel 1563 prese parte al Concilio di Trento.
Papa Pio IV lo elevò al rango di cardinale nel concistoro del 12 marzo 1565 e il 7 settembre dello stesso anno ricevette la diaconia di Santa Maria in Aquiro, elevata a titolo pro illa vice.
Partecipò al conclave nel 1565 e 1566, ma non a quello del 1572. Dal 1573 fu viceprotettore della Germania.
Il 22 marzo 1574 rassegnò le dimissioni dal governo della diocesi di Lesina.
Il 15 aprile 1578 optò per il titolo di Santo Stefano al Monte Celio, il 17 agosto 1579 per il titolo di Sant'Anastasia.
L'8 gennaio 1582 venne nominato camerlengo del Sacro Collegio, carica che tenne, com'era d'uso, un anno.
Morì il 29 dicembre 1583 all'età di 56 anni e fu sepolto nella basilica di Santa Maria sopra Minerva a Roma.

## Successione apostolica
La successione apostolica è:
- Vescovo Bartolomeo Ferro, O.P. (1567)

## Ascendenza
|                 |   |                                  | Genitori                      |  |  | Nonni |  |  | Bisnonni      |  |  | Trisnonni       |  |
|                 |   |                                  |                               |  |  |       |  |  | Andrea Dolfin |  |  | Giovanni Dolfin |  |
|                 |   |                                  |                               |  |  |       |  |  | Andrea Dolfin |  |  | Giovanni Dolfin |  |
|                 |   | …                                |                               |  |  |       |  |  | Andrea Dolfin |  |  |                 |  |
| Zaccaria Dolfin |   |                                  |                               |  |  |       |  |  | Andrea Dolfin |  |  |                 |  |
|                 |   | Suordamore Querini delle Papozze | Stefano Querini delle Papozze |  |  |       |  |  |               |  |  |                 |  |
|                 |   | Suordamore Querini delle Papozze | Stefano Querini delle Papozze |  |  |       |  |  |               |  |  |                 |  |
|                 |   | Suordamore Querini delle Papozze | …                             |  |  |       |  |  |               |  |  |                 |  |
| Andrea Dolfin   |   | Suordamore Querini delle Papozze |                               |  |  |       |  |  |               |  |  |                 |  |
|                 |   | Leonardo Sanudo                  | Marino Sanudo                 |  |  |       |  |  |               |  |  |                 |  |
|                 |   | Leonardo Sanudo                  | Marino Sanudo                 |  |  |       |  |  |               |  |  |                 |  |
|                 |   | Leonardo Sanudo                  | Cecilia Pisani                |  |  |       |  |  |               |  |  |                 |  |
| Maria Sanudo    |   | Leonardo Sanudo                  |                               |  |  |       |  |  |               |  |  |                 |  |
|                 |   | Celestina Contarini              | Giacomo Carlo Contarini       |  |  |       |  |  |               |  |  |                 |  |
|                 |   | Celestina Contarini              | Giacomo Carlo Contarini       |  |  |       |  |  |               |  |  |                 |  |
|                 |   | Celestina Contarini              | …                             |  |  |       |  |  |               |  |  |                 |  |
| Zaccaria Dolfin |   | Celestina Contarini              |                               |  |  |       |  |  |               |  |  |                 |  |
|                 | … | …                                |                               |  |  |       |  |  |               |  |  |                 |  |
|                 | … | …                                |                               |  |  |       |  |  |               |  |  |                 |  |
|                 | … | …                                |                               |  |  |       |  |  |               |  |  |                 |  |
| Alvise Mocenigo | … |                                  |                               |  |  |       |  |  |               |  |  |                 |  |
|                 |   | …                                | …                             |  |  |       |  |  |               |  |  |                 |  |
|                 |   | …                                | …                             |  |  |       |  |  |               |  |  |                 |  |
|                 |   | …                                | …                             |  |  |       |  |  |               |  |  |                 |  |
| Deia Mocenigo   |   | …                                |                               |  |  |       |  |  |               |  |  |                 |  |
|                 |   | …                                | …                             |  |  |       |  |  |               |  |  |                 |  |
|                 |   | …                                | …                             |  |  |       |  |  |               |  |  |                 |  |
|                 |   | …                                | …                             |  |  |       |  |  |               |  |  |                 |  |
| …               |   | …                                |                               |  |  |       |  |  |               |  |  |                 |  |
|                 |   | …                                | …                             |  |  |       |  |  |               |  |  |                 |  |
|                 |   | …                                | …                             |  |  |       |  |  |               |  |  |                 |  |
|                 |   | …                                | …                             |  |  |       |  |  |               |  |  |                 |  |
|                 |   | …                                |                               |  |  |       |  |  |               |  |  |                 |  |